# Griechisch-portugiesische Beziehungen
Die griechisch-portugiesischen Beziehungen umfassen das zwischenstaatliche Verhältnis zwischen Griechenland und Portugal. Die Länder unterhalten seit 1974 erneuerte diplomatische Beziehungen.
Die Beziehungen beider Länder gelten traditionell als gut. Sie werden von der gemeinsamen Mitgliedschaft u. a. in Europäischer Union, NATO, OSZE, Europarat, der Eurozone und dem Schengen-Raum geprägt, und beide Länder nehmen am Mittelmeer-Forum teil. Seit 2021 hat Griechenland außerdem Beobachterstatus in der Gemeinschaft der Portugiesischsprachigen Länder (CPLP).
Sie weisen zudem einige Parallelen auf; so haben sie ähnlich viele Einwohner und eine vergleichbare Staatsfläche, und beide Länder sind traditionell mit dem sie umgebenden Meer verbunden.
Im Jahr 2016 waren 397 griechische Staatsbürger in Portugal registriert, davon mit 171 die meisten im Distrikt Lissabon. Im Jahr 2011 waren 650 Personen in den portugiesischen Konsulaten in Griechenland registriert, davon 56 portugiesische Staatsbürger.

## Geschichte

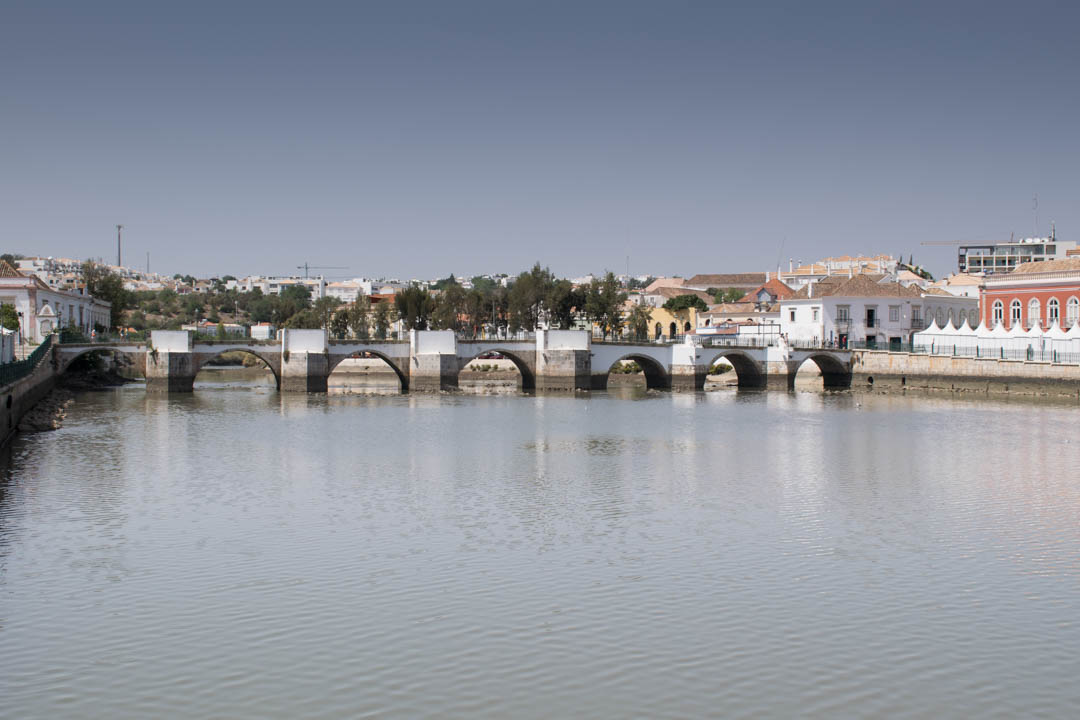
Tavira an der portugiesischen Algarveküste war im 4. Jh. v. Chr. eine griechische Kolonie

Das antike Griechenland unterhielt Kontakte und Siedlungen in Portugal. Die älteste griechische Kolonie im heutigen Portugal ist in Tavira belegt, aus dem 4. Jahrhundert v. Chr. Handelskontakte bestanden die gesamt Küste hinauf bis Santa Olaia und weiter nördlich.
Während Portugal zwischen 711 n. Chr. und seiner Staatsgründung 1143 überwiegend arabisch war, blieb Griechenland von 395 bis 1453 byzantinisch. Danach wurde Griechenland Teil des Osmanischen Reichs, bis zur Griechischen Revolution ab 1821, während seit dem 15. Jahrhundert das Portugiesische Kolonialreich jahrhundertelang die außereuropäische Orientierung Portugal prägte. In den portugiesischen Flotten fuhren auch einige Griechen, vor allem zur Zeit der Iberischen Union (1580–1640). So segelte der Grieche Juan de Fuca auch mit Portugiesen in der Flotte des spanischen Königs an der Westküste Kanadas. Zuvor war die Flotte des in spanischen Diensten stehenden Portugiesen Ferdinand Magellan (eigentlich Fernão de Magalhães) auch mit griechischen Seeleuten 1519 zur Weltumseglung aufgebrochen. Unter den letzten 18 Seeleuten, die auf dem einzigen 1522 heimgekehrten Schiff Magellans, der Victoria überlebt hatten, war auch ein Grieche, von der Insel Chios.
Nach dem Alhambra-Edikt, mit dem 1492 Juden aus dem spanischen Herrschaftsbereich vertrieben wurden, kamen Juden zahlreich nach Portugal. Nachdem sie jedoch zunächst durch Zwangstaufe zu Marranen geworden waren und einige Jahre später schließlich auch von hier fliehen mussten, gingen viele von ihnen in französische (Bayonne, Bordeaux), flämisch-niederländische (Amsterdam, Antwerpen) und deutsche (Hamburg) Städte, ein beträchtlicher Teil dieser jüdischen Gemeinde ging aber auch nach Griechenland, insbesondere nach Thessaloniki, darunter bedeutende Geschäftsleute, aber auch Gelehrte wie der einflussreiche portugiesische Arzt Amato Lusitano, der 1568 hier der Pest erlag.
Im griechischen Unabhängigkeitskrieg ab 1821 kämpften auch zahlreiche Freiwillige aus anderen Ländern, darunter auch Portugiesen. Bekannt wurde vor allem der aus Elvas im Alentejo stammende Offizier António de Almeida, der 1825 nach Griechenland kam und einen der beiden Attentäter des ersten griechischen Regierungschefs Ioannis Kapodistrias festnahm. Anlässlich des Gedenkens an 200 Jahre griechische Unabhängigkeit hob Anfang 2021 der griechische Botschafter in Portugal Ioannis Metaxas, der fließend Portugiesisch spricht und mit einer Portugiesin verheiratet ist, die Rolle Almeidas hervor, der zu den Vätern des modernen Griechischen Heeres zählt. Dessen Enkel gleichen Namens kämpfte ebenfalls als Soldat für Griechenland, zunächst im Türkisch-Griechischen Krieg 1897 und dann im Griechisch-Türkischen Krieg, in dem er 1912 starb.
Bei der Suche nach einem geeigneten Kandidaten wurde der griechische Königsthron dem portugiesischen Prinzen Pedro angeboten, später König Portugals und Kaiser Brasiliens. Er lehnte jedoch in Erwartung seiner kommenden Titel ab. Nachdem auch Prinz Leopold (später König Belgiens) ablehnte, wurde Otto von Bayern König der Griechen.
Das seit 1827 endgültig unabhängige Griechenland und Portugal nahmen danach diplomatische Beziehungen auf. Griechenlands Botschafter in Madrid, Andreas Metaxas, war ab 1835 als erster griechische Botschafter in Lissabon doppelakkreditiert, während Martinho Teixeira Homem de Brederode als portugiesischer Ministro Plenipotenciário mit Amtssitz Bukarest 1919 in Athen als erster portugiesischer Botschafter für Griechenland doppelakkreditiert wurde.
Die Don-Pacifico-Affäre, bei der es um Entschädigungsforderungen des britisch-portugiesischen Kaufmanns David Pacifico nach einem antisemitischen Mob-Angriff 1847 in Athen ging, führte 1850 zu einer diplomatischen Krise zwischen Griechenland einerseits und Portugal und Großbritannien andererseits, wobei jedoch vor allem Großbritannien als wesentlicher Akteur dabei in Konflikt mit Griechenland geriet und die Beziehungen zu Portugal weniger stark beeinträchtigt wurden.
Am 29. Mai 1924 erkannte die portugiesische Regierung die Zweite Hellenische Republik an.
Ein erstes Handels- und Schifffahrtsabkommen unterzeichneten beide Länder am 15. August 1938.
Während Portugal im Zweiten Weltkrieg dann neutral blieb, litt Griechenland unter der italienischen Invasion und der folgenden deutschen Besatzung bis 1945. Danach brach in Griechenland ein Bürgerkrieg aus, dem eine Militärdiktatur folgte. Portugal war bereits seit 1926 eine Diktatur, bis die Nelkenrevolution 1974 das Land wieder zur Demokratie führte. Im gleichen Jahr erfolgte mit dem Sturz der griechischen Militärdiktatur auch dort die Rückkehr zur Demokratie. Beide Länder orientierten sich nun westlich. Im Zuge ihrer Beitritte zur heutigen EU 1981 (Griechenland) bzw. 1986 (Portugal) näherten sich beide Länder nun zunehmend an. Zuvor waren sie bereits in der NATO Partner, auf Grund der unterschiedlichen geopolitischen Ausrichtungen bestanden jedoch kaum direkte Kontakte.

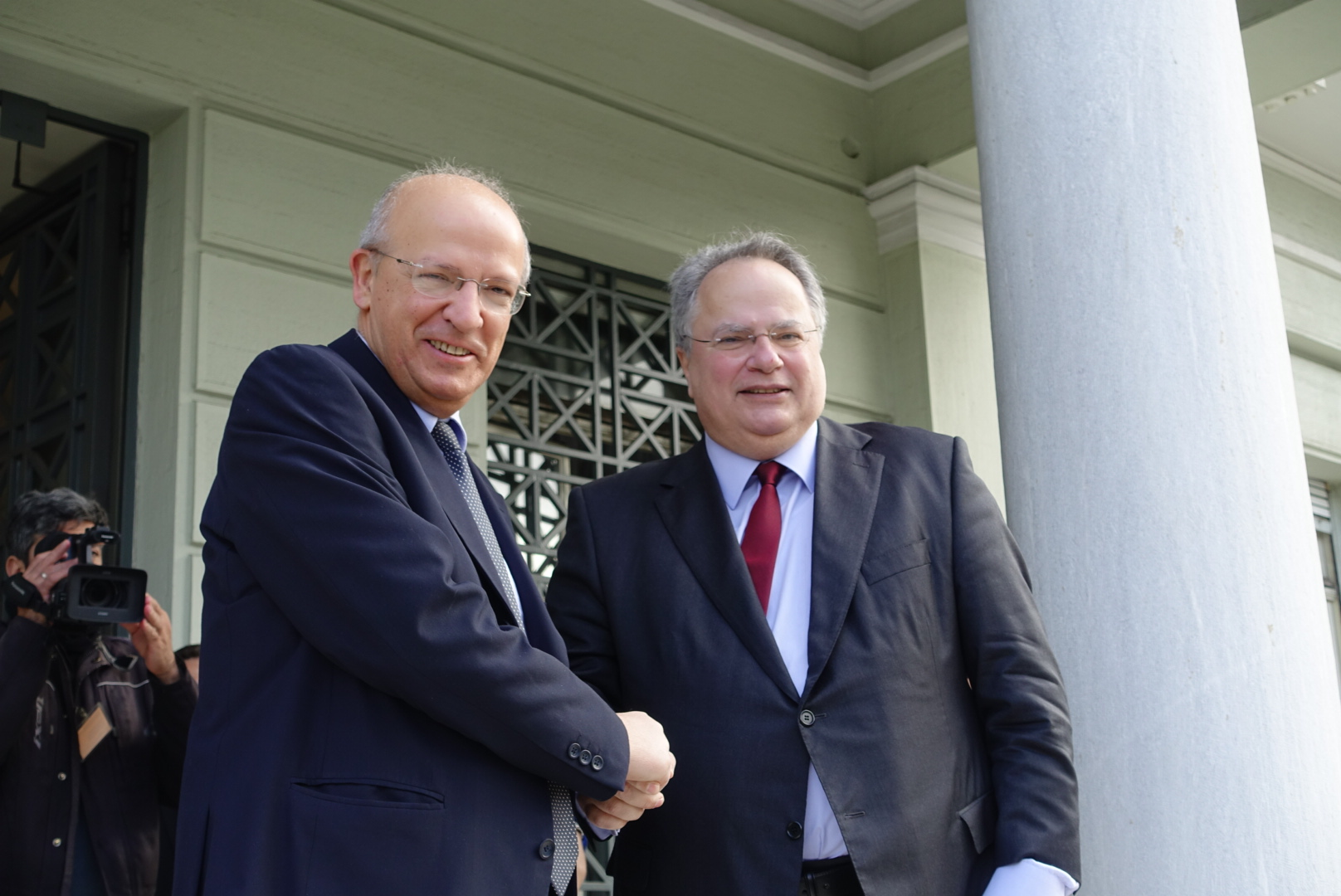
Der griechische Außenminister Nikos Kotzias (re.) und sein portugiesischer Amtskollege Augusto Santos Silva (li.) 2016

Einem ersten Abkommen zur Kooperation in Kultur und Wissenschaft 1980 folgte 1986 ein bilaterales Luftfahrtsabkommen. 1999 schlossen die beiden Länder ein Doppelbesteuerungsabkommen und ein erstes Abkommen zur Verhinderung von Steuerflucht.
Portugal gehörte zu den ersten Ländern, die 1999 die gemeinsame Währung Euro einführte, Griechenland folgte 2001. In beiden Ländern erfolgte am 1. Januar 2002 die Einführung des Euros als Bargeld.
Im Zuge der Eurokrise 2010 gerieten beide Länder als Teil der sogenannten GIIPS-Staaten in eine schwere Wirtschaftskrise und erhielten in der Folge Hilfen aus dem umstrittenen Euro-Rettungsschirm. Sie zählten danach beide zu den europäischen Ländern mit der höchsten Staatsschuldenquote. Während Portugal den Rettungsschirm 2014 wieder verlassen konnte, dauert die Griechische Staatsschuldenkrise weiter an (Stand 2017).
Zuletzt besuchte Portugals Premier António Costa Griechenland im Jahr 2016 und traf dort mit seinem Amtskollegen Alexis Tsipras zusammen. Costa sagte Griechenland dabei weitere Unterstützung bei der Bewältigung des Flüchtlingsandrangs zu. Portugal ist bereits mit Marine- und Polizeikontingenten an verschiedenen Programmen im Ägäischen Meer beteiligt. So nehmen Kräfte der portugiesischen Wasserschutzpolizei und der GNR seit 2014 an Frontex-Missionen (insbesondere Poseidon) teil und unterstützen griechische Kräfte bei der Aufnahme von Flüchtlingen, besonders aus Syrien.
Im Oktober 2020 unterzeichneten die Verteidigungsminister beider Länder im portugiesischen Oeiras ein erneuertes Abkommen über Zusammenarbeit in der Verteidigung, mit Schwerpunkt auf Kooperationen der Waffenindustrie beider Länder.
Am 11. Januar 2021 besuchte der griechische Ministerpräsident Kyriakos Mitsotakis Portugal, zwei Tage später kam der griechische Außenminister Nikos Dendias zum Staatsbesuch. Beide Seiten bekräftigten dabei ihre guten Beziehungen, und Griechenland versicherte seine vollste Unterstützung der Portugiesischen EU-Ratspräsidentschaft 2021. Mitsotakis bedankte sich dabei ausdrücklich für die Solidarität Portugals und seine anhaltende Hilfe bei der Grenzsicherung und der Rettung von Flüchtlingen vor der griechischen Küste.

## Diplomatie
Portugal unterhält eine Botschaft in der griechischen Hauptstadt Athen, in der Vassilissis Sofias Av. Nummer 23. Portugiesische Honorarkonsulate sind zudem in Thessaloniki, Piräus und auf der Insel Korfu eingerichtet.
Die griechische Vertretung in Portugal residiert in der Rua Alto Do Duque Nummer 13, im Restelo-Viertel der Lissabonner Stadtgemeinde Belém. Dazu bestehen griechische Honorarkonsulate in Porto, Funchal (auf der Insel Madeira) und in Ponta Delgada (auf den Azoren).

## Städtepartnerschaften
Nach ihrem EU-Beitritt 1981 bzw. 1986 gingen griechische und portugiesische Kommunen ab 1989 Städte- und Gemeindefreundschaften ein. Im Rahmen der Europäischen Integration entstanden bisher vier dieser Partnerschaften (Stand 2010).

## Wirtschaft
Die portugiesische Außenhandelskammer AICEP unterhält eine Niederlassung in Griechenland, an der portugiesischen Botschaft in Athen. Die griechischen Wirtschafts- und Handelsbüros (Offices of Economic and Commercial Affairs), unterhalten ihrerseits an der griechischen Botschaft in Lissabon ein Büro.

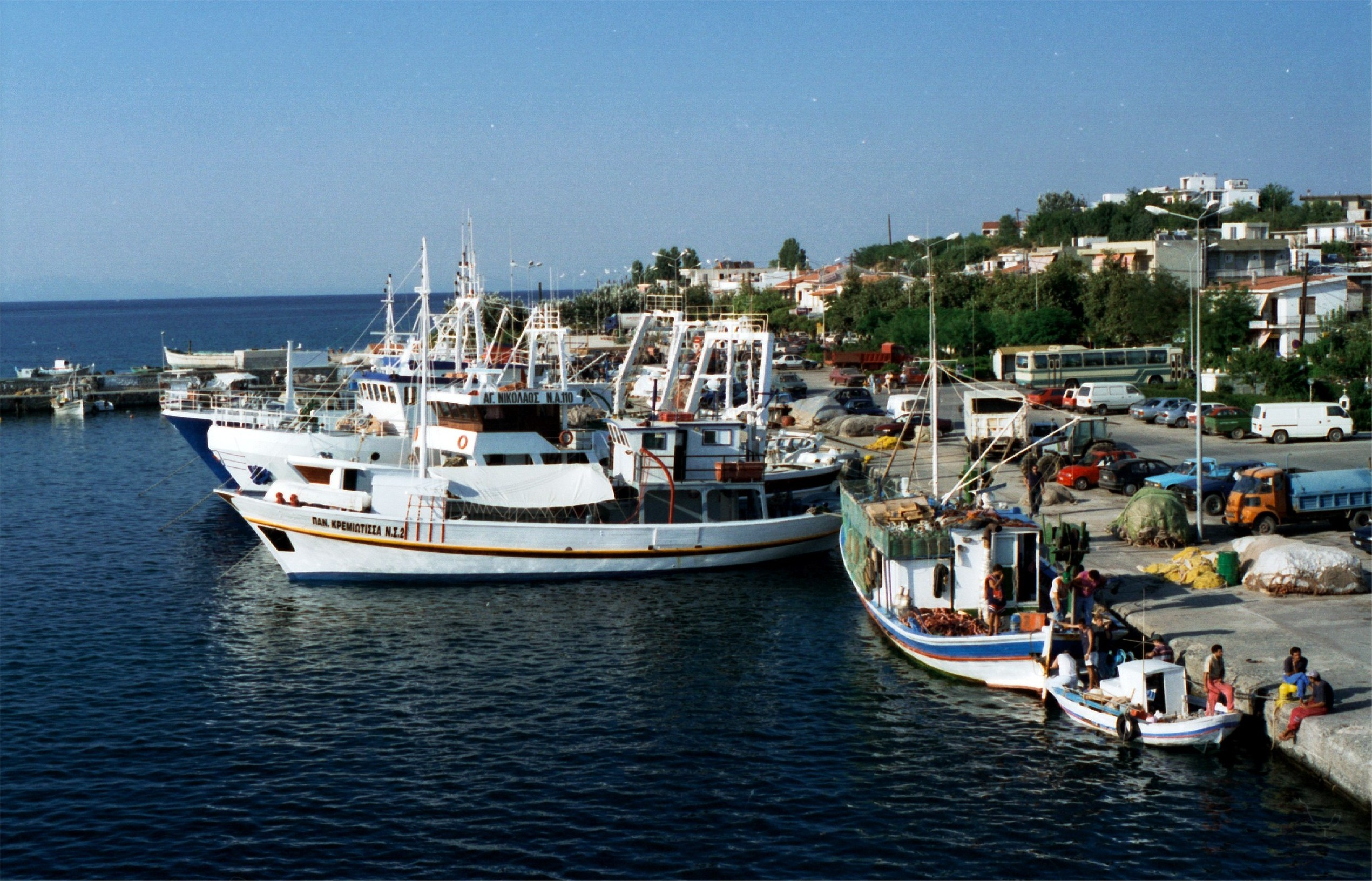
Fischereihafen in Samothraki: Fisch ist das wichtigste Exportgut Griechenlands nach Portugal

Im Jahr 2016 exportierte Portugal Waren und Dienstleistungen im Wert von 154,9 Mio. Euro nach Griechenland (2015: 176,1 Mio.; 2014: 225,0 Mio.; 2013: 234,7 Mio.; 2012: 263,5 Mio.). Der Anteil der Waren betrug 125,5 Mio. Euro, davon 17,9 % Kunststoffe und Gummi, 15,1 % Lebensmittel, 11,4 % Maschinen und Geräte, 10,5 % Papier und Zellulose und 7,7 % landwirtschaftliche Erzeugnisse.
Im gleichen Zeitraum lieferte Griechenland Waren und Dienstleistungen im Wert von 173,1 Mio. Euro an Portugal (2015: 154,0 Mio.; 2014: 135,4 Mio.; 2013: 136,1 Mio.; 2012: 129,1 Mio.). Der Anteil der Waren belief sich auf 146,1 Mio. Euro, davon 33,1 % landwirtschaftliche Erzeugnisse, 20,0 % Maschinen und Geräte, 10,0 % Kunststoffe und Gummi, 8,0 % Metallwaren und 7,2 % Textilien.
Damit stand Griechenland im portugiesischen Außenhandel an 40. Stelle sowohl als Abnehmer als auch als Lieferant, während Portugal im Jahr 2016 im Außenhandel Griechenlands an 36. Stelle unter den Abnehmern und an 49. Stelle unter den Lieferanten stand.
Die weitgehend ausgeglichene Dienstleistungsbilanz in Höhe von je ca. 40 Mio. Euro (2016) bestand ganz überwiegend in den Einnahmen aus dem gegenseitigen Fremdenverkehr.

## Kultur
Das Instituto Camões, das portugiesische Kulturinstitut, ist in Griechenland nicht präsent. Auch das griechische Kulturinstitut, die staatliche Griechische Kulturstiftung, ist in Portugal nicht aktiv. Über die gegenseitigen Botschaften werden dennoch eine Vielzahl Veranstaltungen ermöglicht oder selbst initiiert. Vor allem aber auf zivilgesellschaftlicher, institutioneller und privater Ebene findet ein reger Austausch in allen Kulturbereichen statt.

### Musik
Die portugiesische Fado-Sängerin Amália Rodrigues war seit ihrem ersten Auftritt 1959 auch in Griechenland bekannt, wo sie auch veröffentlichte. So erschien ihr Album Vou dar de beber à dor (1969) bei der dortigen Columbia, nachdem bereits EPs in Griechenland erschienen waren. Es folgten weitere Alben, insbesondere Zusammenstellungen in den 1970er Jahren.
Die portugiesische Gruppe Madredeus wurde seit ihrem ersten Auftritt in Griechenland 1992 auch dort populär und erreichte mit einigen ihrer Veröffentlichungen dort hohe Positionen in den Musikcharts. Insbesondere ihr Stück „O Pastor“ erlangte einige Bekanntheit und wird bis heute immer wieder von griechischen Musikern gecovert.
Der Fadosänger Duarte ging 2007, auf Einladung der griechischen Komponistin Evanthia Reboutsika und der Sängerin Elli Paspala, für eine Konzertsaison an das Polis-Theater in Athen. Nach Griechenland kehrte er im folgenden Jahr zurück, um auf Chios auf dem 1. Musikfestival des Mittelmeeres 2008 zu singen.
Moonspell aus Portugal sind auch unter griechischen Metal-Freunden beliebt und traten mehrmals dort auf.
Gelegentlich kommt es auch zu Zusammenarbeiten zwischen Musikern beider Länder, etwa das „Periplus“-Projekt der Portugiesin Amélia Muge und des Griechen Michales Loukovikas, mit dem sie u. a. 2012 beim portugiesischen FFM-Weltmusikfestival in Sines zusammen aufgetreten sind.
Die in Griechenland und Zypern bekannt gewordene Sängerin Nikki Ponte (* 1991 in Toronto, Kanada) hat einen portugiesischen Vater und eine zypriotische Mutter.
Der griechische Komponist Dimitris Andrikopoulos (* 1971 in Larisa) wurde 2004 Hochschullehrer in Porto und lebt seither dort. 2012 arbeitete er am Programm für Guimarães als Kulturhauptstadt Europas mit.

### Film
Filme beider Länder laufen regelmäßig auf Filmfestivals des jeweils andere Landes und werden dort gelegentlich auch ausgezeichnet, etwa Pedro Costas Casa da Lava (1994), der beim Internationalen Filmfestival Thessaloniki prämiiert wurde.
Gelegentlich kommt es auch zur Zusammenarbeit zwischen Filmschaffenden beider Länder. So trat die griechische Schauspielerin Irene Papas für die Fernsehserie A Mala de Cartão (1987/88) und für Manoel de Oliveiras Film Um Filme Falado – Reise nach Bombay (2003) vor die Kamera. Die portugiesischen Zwillingsbrüder Edgar und Rafael Morais spielten die Hauptrollen in der albanisch-griechisch-kosovarischen Produktion Kaffee und ein Paar neue Schuhe (2022).
Der prämierte Film Poor Things (2023) des griechischen Regisseurs Giorgos Lanthimos spielt auch in Lissabon, u. a. mit einem Auftritt der Fadosängerin Carminho und einer besonderen Erwähnung der Pasteis de Nata.
Der in Portugal lebende griechische Komponist Dimitris Andrikopoulos schuf auch Filmmusik für portugiesische Filme, darunter die Komödie Mau Mau Maria (2014).

## Sport

### Fußball

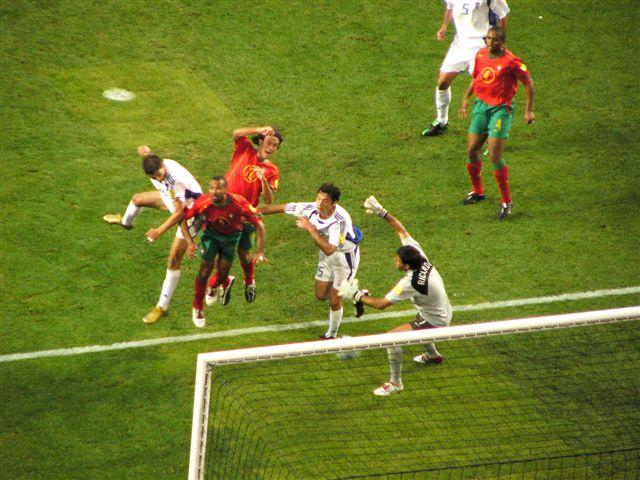
Charisteas’ Siegtreffer im Finale der EM 2004

Die Griechische Fußballnationalmannschaft und die Portugiesische Nationalelf trafen bisher 14 mal aufeinander, erstmals während der Qualifikation zur WM 1970. Am 11. Dezember 1968 unterlag dabei der amtierende Dritte der WM 1966 aus Portugal in Piräus überraschend mit 2:4. Die markanteste Begegnung fand jedoch im Rahmen der Fußball-Europameisterschaft 2004 in Portugal statt: Griechenland bezwang dabei am 4. Juli 2004 den Gastgeber im Finale im Estádio da Luz mit 1:0 und wurde erstmals Europameister. Insgesamt blieben die Portugiesen fünfmal siegreich, viermal gewannen die Griechen, fünfmal trennte man sich unentschieden (Stand Ende 2017).
Die Griechische und die Portugiesische Fußballnationalmannschaft der Frauen trafen bislang fünfmal aufeinander, mit vier portugiesischen Siegen und einem Unentschieden. Erstmals spielten sie am 21. Januar 2002 gegeneinander, Portugal gewann zuhause in Rio Maior mit 3:0. Am Algarve-Cup nahmen die Griechinnen zweimal teil (2003 und 2004) und schlossen wie die Gastgeberinnen ohne einen Titel ab.

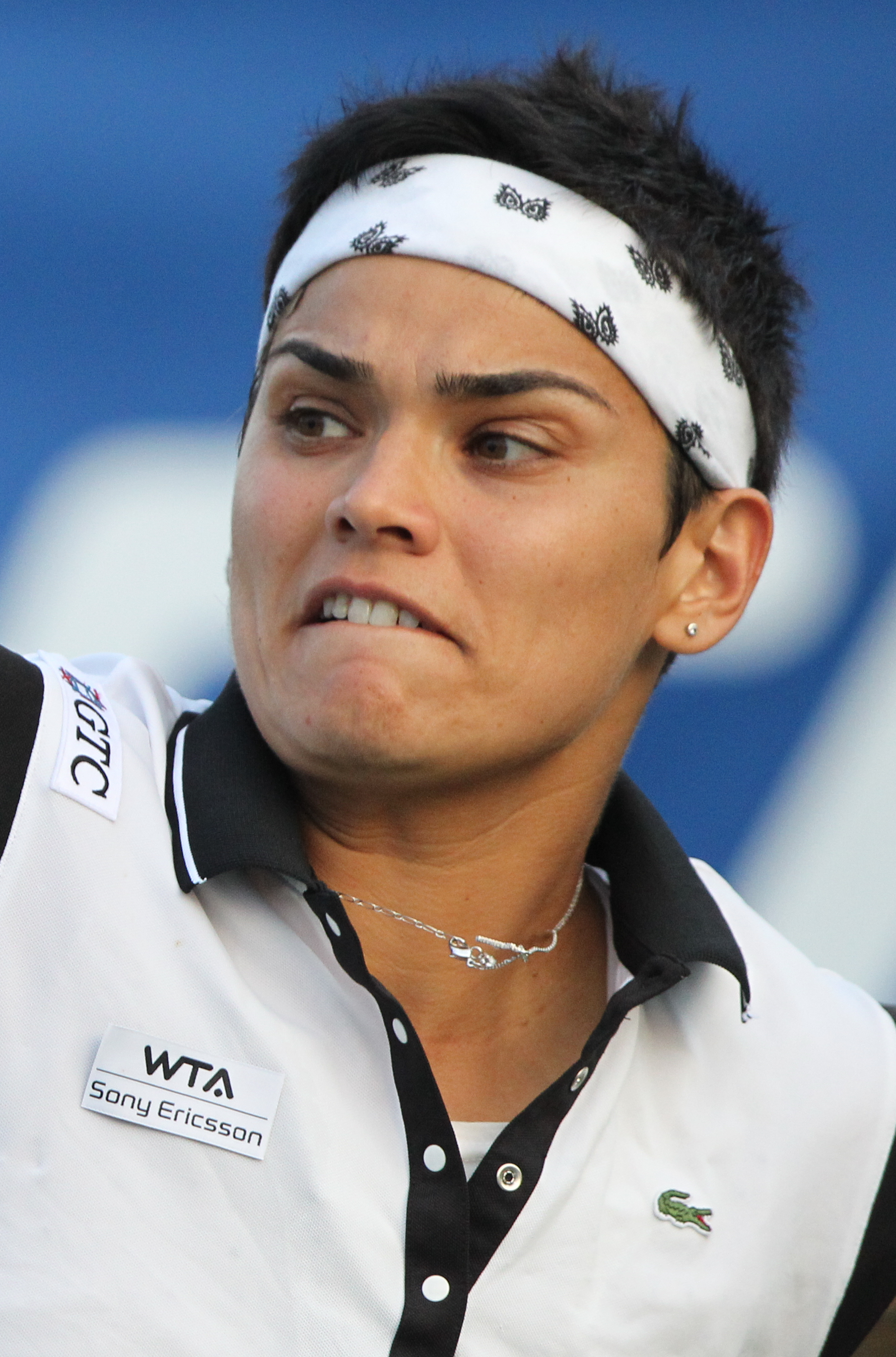
Eleni Daniilidou 2011

### Tennis
Beim wichtigsten portugiesischen Tennisturnier für Frauen, dem WTA Oeiras, drang 2011 die Griechin Eleni Daniilidou im Doppel an der Seite der Niederländerin Michaëlla Krajicek bis ins Finale vor, wo sie schließlich unterlag. Bei dem wichtigsten portugiesischen Herrenturnier, dem ATP Estoril, konnte bisher kein Grieche ein Finale erreichen.
Das ATP Challenger Athen konnte 2009 der Portugiese Rui Machado als Sieger beenden.
Der Portugiese António de Almeida diente nicht nur als Soldat in Griechenland, wo er 1912 auch starb, sondern er spielte auch eine Rolle in der Entwicklung des griechischen Tennissports in Griechenland. So war er 1895 Mitbegründer des Athener Tennis-Clubs und wurde griechischer Tennismeister.

### Andere

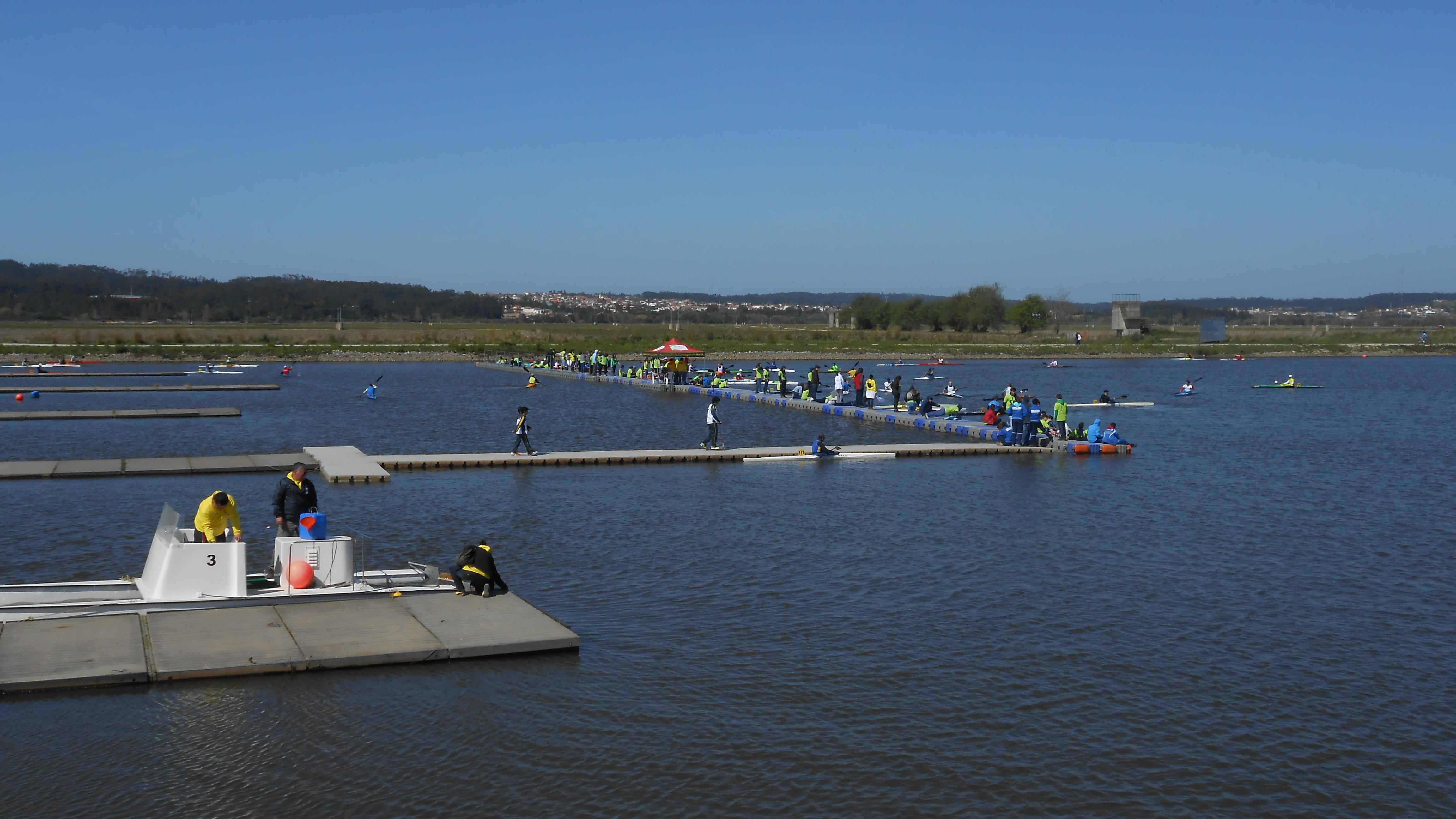
Im CAR Centro Náutico de Montemor-o-Velho, Schauplatz der Ruder- und Kanu-Europameisterschaften in Portugal

Bei den Ruder-Europameisterschaften 2010 in Montemor-o-Velho erreichte Griechenland mit zwei Gold- und einer Silbermedaille den dritten Platz, Gastgeber Portugal landete mit einer silbernen und einer bronzenen Medaille auf dem 12. Platz.
Den griechischen Ultramarathon Spartathlon konnte 2013 der Portugiese Oliveira João gewinnen.